# Run to the Hills (live)
Run to the Hills (live) è il tredicesimo singolo pubblicato dagli Iron Maiden, il secondo estratto dall'album Live After Death nel 1985.
Il disco contiene Run to the Hills eseguita al concerto al "Long Beach Arena" e le tracce Phantom of the Opera e Losfer Words provenienti invece dal concerto all'"Hammersmith Odeon" di Londra del 1984. Il brano è anche la prima versione della canzone con Nicko McBrain alla batteria.

## Tracce
1. Run to the Hills (live) - 4:00
2. Phantom of the Opera (live) - 7:28
3. Losfer Words (Big 'Orra) (live) - 4:16

## Formazione
- Bruce Dickinson - voce
- Adrian Smith - chitarra
- Dave Murray - chitarra
- Steve Harris - basso
- Nicko McBrain - batteria